# Augusta von Zitzewitz

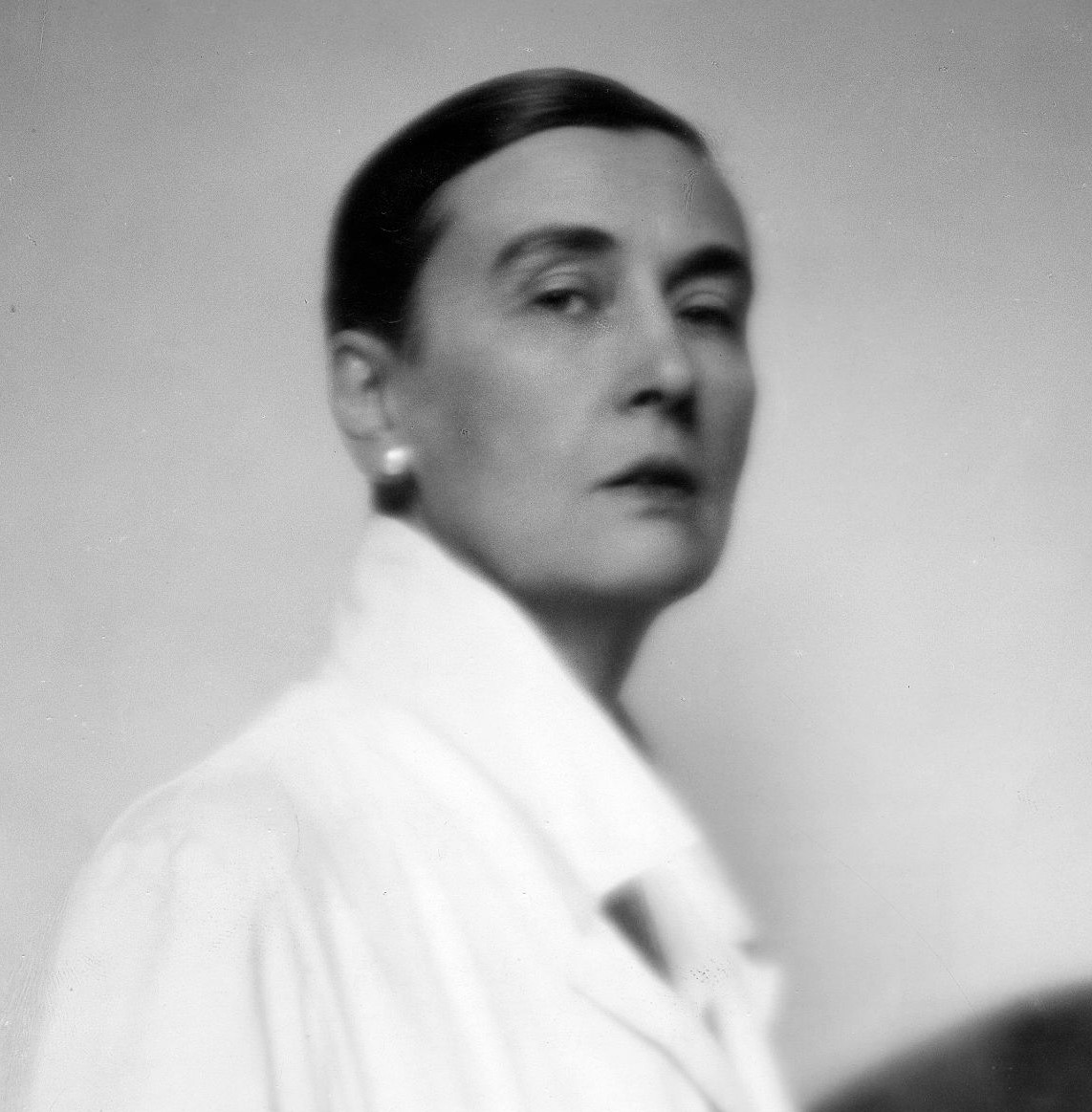
Augusta von Zitzewitz, etwa 1930 (Fotografie von Mario von Bucovich)

Auguste Rosalie Helene von Zitzewitz (* 26. Dezember 1880 in Berlin; † 14. November 1960 ebenda) war eine deutsche Künstlerin. Die Berliner Porträtmalerin lebte und arbeitete von 1932 bis 1960 in der Reichsstraße 97 in Berlin-Westend.

## Leben
Augusta von Zitzewitz war die Tochter des preußischen Oberstleutnants und kaiserlichen Flügeladjutanten Coelestin von Zitzewitz und seiner englischen Ehefrau Elise, geborene Köbel. Sie wurde von ihren Eltern wahrscheinlich nach der liberalen und pazifistischen Kaiserin Augusta benannt. Nach dem Tod des Vaters am 27. Februar 1892 wurde sie im Potsdamer Kaiserin-Augusta-Stift aufgenommen, das Christa Winsloe Anlass zum Roman Mädchen in Uniform und Leontine Sagan zu dem 1932 in Venedig ausgezeichneten Film Mädchen in Uniform wurde. Die Mutter Augustas verstarb im Jahr 1922.

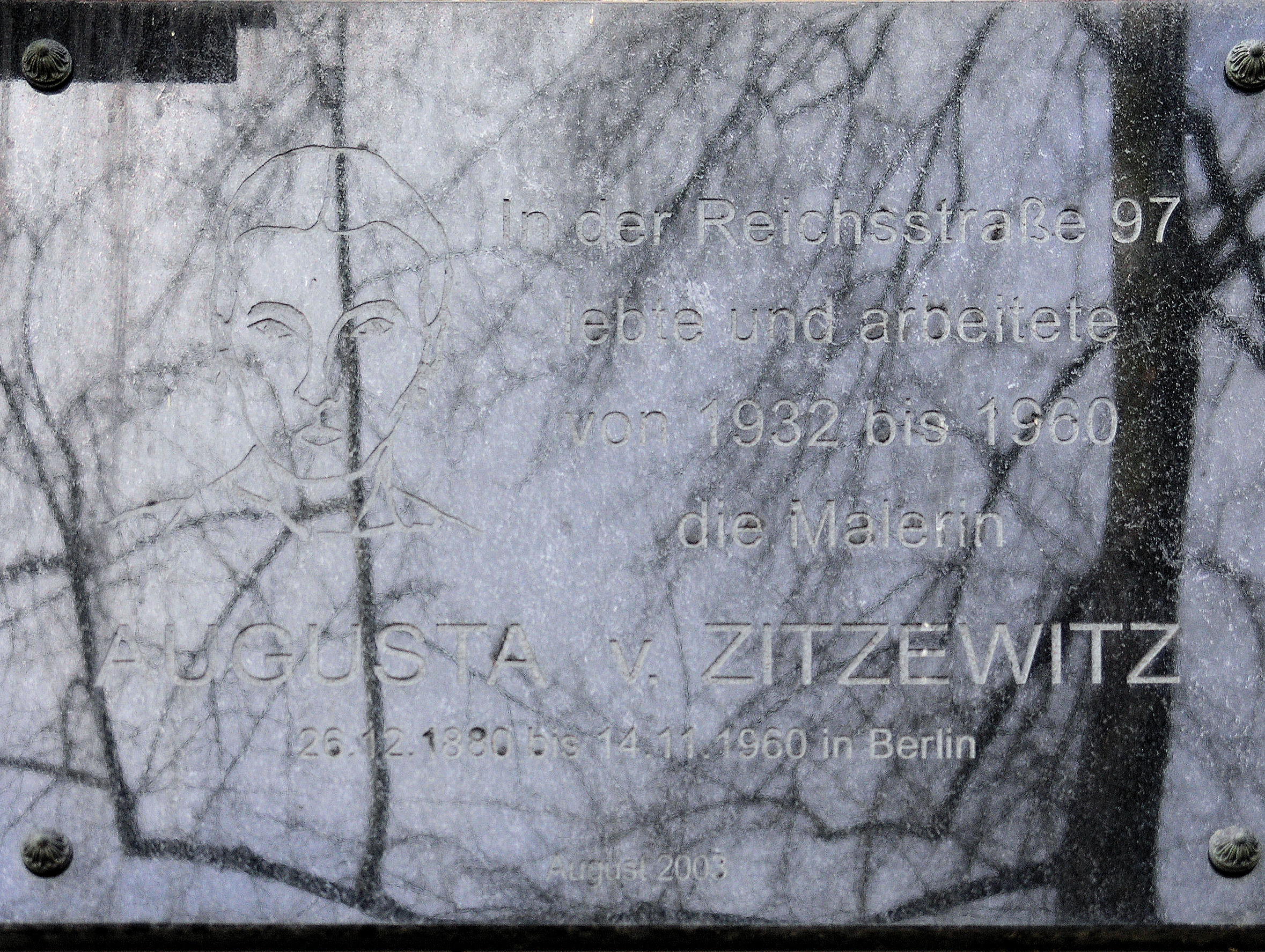
Gedenktafel für Augusta von Zitzewitz an ihrem Wohnhaus Reichsstr. 97 in Berlin-Westend

Offenbar mit Unterstützung, vermutlich nicht gegen den Willen der Mutter, begann Augusta 1907 – da Frauen zu dieser Zeit die Ausbildung an Kunstakademien noch verwehrt war – eine Ausbildung beim Verein Berliner Künstlerinnen und wurde – nachdem sie auf Empfehlung von Käthe Kollwitz in Paris moderne Kunst und Künstler kennengelernt hatte – 1914 Mitglied der Berliner Freien Sezession. Von 1917 bis 1932 erstellte sie Holzschnitte unter anderem für die linksliberale Zeitschrift Aktion. Sie malte Porträts unter anderem von Claire Waldoff, Renée Sintenis, Hedwig Heyl und Louise Schroeder.
Augusta von Zitzewitz war Mitglied des Deutschen Künstlerbunds, und nach der Machtergreifung der Nationalsozialisten wurde sie obligatorisch Mitglied der Reichskammer der bildenden Künste. Sicher belegt ist ihre Teilnahme 1933 an der Ausstellung Deutscher Künstlerbund. Erste Ausstellung in Magdeburg und Saarbrücken und 1936 in Hamburg an der Ausstellung des Deutschen Künstlerbunds Malerei und Plastik, die nach 10 Tagen auf Anordnung der Reichskammer mit der Begründung geschlossen wurde, es würde Kunst der „Verfallszeit“ gezeigt.
Sowohl wegen ihrer Heirat mit dem jüdischen Kunsthistoriker Erich Roemer, mit dem sie eine Tochter hatte, wie wegen ihrer eigenen Werke verboten ihr die Nationalsozialisten dann Arbeit und Ausstellungen. Ihre Kunst galt als entartet. Das Berliner Adressbuch verzeichnete sie allerdings 1943 weiter als Kunstmalerin in der Charlottenburger Reichsstraße 97.
Nach dem Ende des NS-Staats arbeitete sie in West-Berlin wieder als freischaffende Malerin. 1945/1946 war sie in Ost-Berlin auf der vom Kulturbund zur Demokratischen  Erneuerung Deutschlands veranstalteten Ausstellung Bildender Künstler mit dem Ölgemälde Osterglocken vertreten. 1950 und 1958 hatte sie ehrende Ausstellungen in Charlottenburg. 1961 folgte eine Gedächtnisschau im Rahmen der Großen Berliner Kunstausstellung und 1980 eine Ausstellung der Stiftung Pommern im Rantzaubau des Kieler Schlosses.

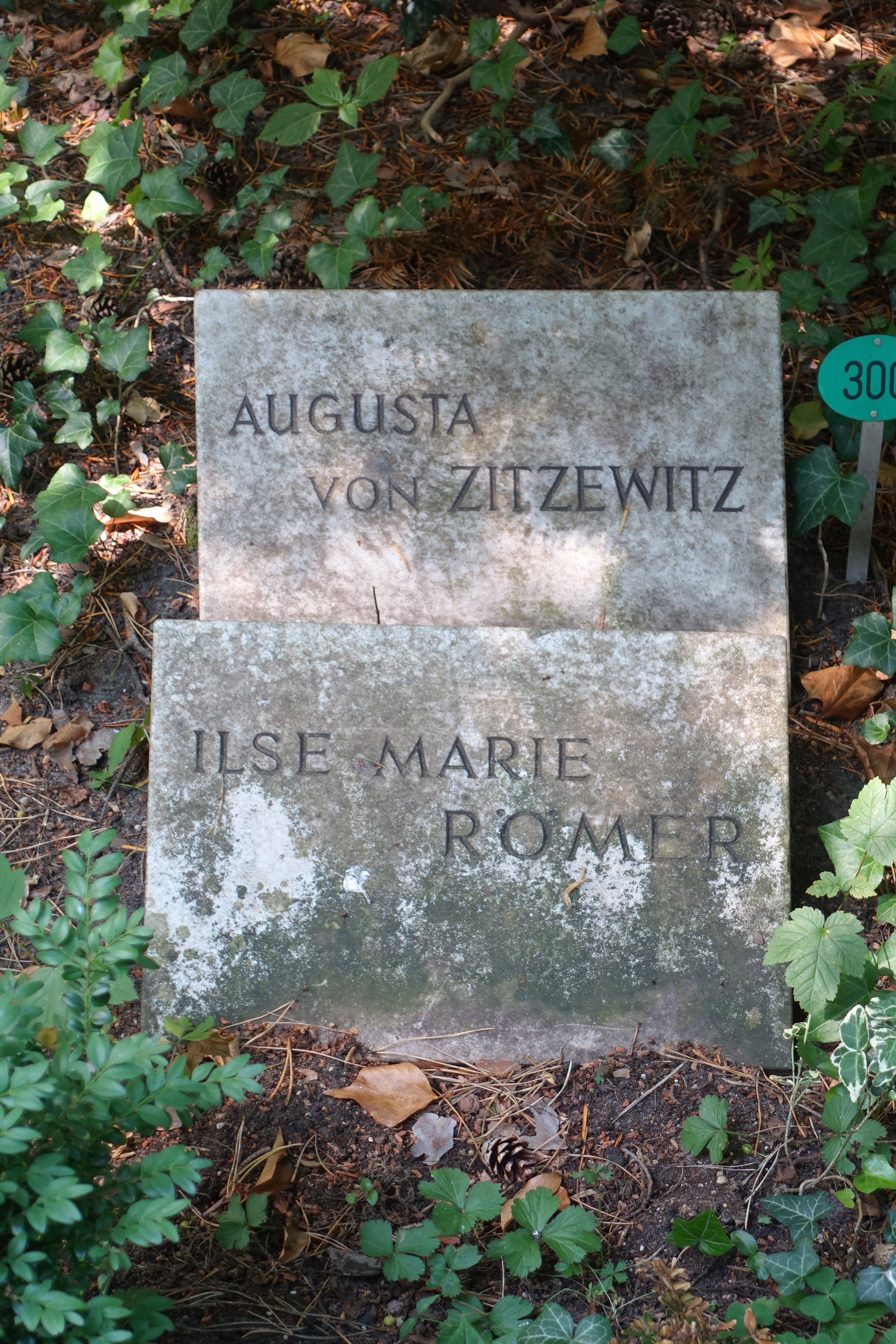
Grab von Augusta von Zitzewitz auf dem Friedhof Heerstraße in Berlin-Westend

Ihr Grab befindet sich auf dem landeseigenen Friedhof Heerstraße in Berlin-Westend (Grablage: II-W 12-300).
Eine entfernte Verwandte, Anette von Zitzewitz, hat als Filmemacherin über die Malerin einen sehr beachtenswerten Film gedreht, der zeigt, was aus einem „Mädchen in Uniform“ mit pommersch-adeligem und preußisch-militärischem Hintergrund im Laufe der turbulenten Geschichte des 20. Jahrhunderts werden konnte bzw. welche Hindernisse sich ihrer Karriere und ihrer heutigen Bekanntheit entgegenstellten.

## Ehrungen
Am Haus Reichsstr. 96/97, 14052 Berlin, befindet sich eine Gedenktafel für Augusta von Zitzewitz. Diese Gedenktafel wurde am 17. August 2003 enthüllt.

## Museen und öffentliche Sammlungen mit Werken Augusta von Zitzewitz‘ (unvollständig)
- Berlin: Neue Nationalgalerie[5]
- Berlin: Berlinische Galerie[6]
- Berlin: Kunstsammlung des Stadtbezirks Berlin-Charlottenburg
- Braunschweig: Herzog Anton Ulrich-Museum[7]

## Werke (Auswahl)
- Porträt von Max Herrmann-Neiße. Ölgemälde, Berlin 1929.
- Blumenstilleben. Öl auf Leinwand, 1925–1929.
- Blumenstilleben. Öl auf Leinwand, 1931.[8]
- Mädchenbildnis mit Puppe (Öl auf Hartfaserplatte, 68 × 50 cm; Museum Kunst der Verlorenen Generation, Salzburg)[9]
- Stilleben mit Kornblumen und Margeriten. o. J.
- Herbstlandschaft mit kleinem See. Öl auf Leinwand: 69 × 89,5 cm, Auktionshaus Quentin Berlin, Auktion 24, Los Nr. 76.